# Marpissa bryantae
Marpissa bryantae är en spindelart som först beskrevs av Jones 1945.  Marpissa bryantae ingår i släktet Marpissa och familjen hoppspindlar. Inga underarter finns listade i Catalogue of Life.